# Юлия Байчева
Юлия Байчева е българска състезателка по художествена гимнастика. Тя е от поколението на т.нар. „Златни момичета“ на българската гимнастика.
Носителка е на златен медал от европейското първенство в Гьотеборг (Швеция) през 1990 г. Понастоящем Юлия Байчева е треньор по художествена гимнастика в спортен клуб „Левски“.
Омъжва се за лекоатлета Георги Дъков, който през 1996 г. загива при автомобилна катастрофа.